# جام باشگاه‌های تهران ۱۳۳۳
جام باشگاه‌های تهران ۱۳۳۳ یک دوره از مسابقات لیگ فوتبال تهران بود که در پاییز و زمستان ۱۳۳۳ با حضور هشت تیم به صورت دوره‌ای برگزار شد و با قهرمانی تیم شعاع پایان یافت.

## تیم‌های شرکت کننده
هشت تیم در این دوره از رقابت‌ها حاضر بودند: شعاع، تاج، پولاد، تهران‌جوان، شاهین، شرق، نیروی‌هوایی و نیرو.

## بازی‌ها
دیدار شعاع و تاج به دلیل عدم حضور تاج برگزار نشد. دلیل این امر اعتراض با تعداد زیادی از بازیکنان شعاع بود. این بازیکن‌ها، بازیکن‌های پیشین تاج بودند که این تیم را ترک کرده بودند. این دیدار ۵–۰ به سود شعاع اعلام شد. شاهین نیز تاج را ۳–۰ مغلوب کرد تا شهرآورد این دو تیم در این سال به سود شاهین تمام شود. در دیداری دیگر شاهین با نتیجه ۴–۳ مغلوب نیروی‌هوایی شد.